# Atelopus laetissimus
Atelopus laetissimus är en groddjursart som beskrevs av Ruiz-Carranza, Ardila-Robayo och Jorge I. Hernández-Camacho 1994. Atelopus laetissimus ingår i släktet Atelopus och familjen paddor. IUCN kategoriserar arten globalt som akut hotad. Inga underarter finns listade.